# Pârâul Plaiul Poienii
Pârâul Plaiul Poienii este un curs de apă, afluent al râului Mânăileasa. 

## Hărți
- Harta Munții Lotrului  Arhivat în 6 mai 2008, la Wayback Machine.